# Domaine départemental d'Hostens
Domaine départemental d'Hostens este o arie protejată (sit de importanță comunitară — SCI) din Franța întinsă pe o suprafață de 413 ha, integral pe uscat.

## Localizare
Centrul sitului Domaine départemental d'Hostens este situat la coordonatele 44°29′57″N 0°38′21″W / 44.49926°N 0.63923°V.

## Înființare
Situl Domaine départemental d'Hostens a fost declarat arie specială de conservare în baza directivei 92/43 din 1992 referitoare la conservarea habitatelor naturale și a faunei și florei sălbatice pentru a proteja 8 specii de animale.

## Biodiversitate
Situată în ecoregiunea atlantică, aria protejată conține 11 habitate naturale: Pajiști umede atlantice temperate cu Erica ciliaris și Erica tetralix, Turbării active, Depresiuni pe substraturi de turbă de Rhynchosporion, Lacuri eutrofice naturale cu vegetație de tip Magnopotamion sau Hydrocharition, Pajiști uscate europene, Păduri de stejar galițio-portugheze cu Quercus robur și Quercus pyrenaica, Păduri acidofile de stejar bătrân cu Quercus robur pe câmpii nisipoase, Mlaștini calcaroase cu Cladium mariscus și specii de Caricion davallianae, Pajiști cu Molinia pe soluri calcaroase, turboase sau argilos-nămoloase (Molinion caeruleae), Ape oligotrofe din câmpii nisipoase, cu un conținut foarte redus de minerale (Littorelletalia uniflorae), Mlaștini oligotrofe degradate, capabile încă de regenerare naturală.
La baza desemnării sitului se află mai multe specii protejate:
- mamifere (2): vidră de râu (Lutra lutra), nurcă (Mustela lutreola)
- nevertebrate (5): croitorul mare al stejarului (Cerambyx cerdo), Coenonympha oedippus, libelule (Leucorrhinia pectoralis), rădașcă (Lucanus cervus), Oxygastra curtisii
- reptile (1): țestoasa de baltă (Emys orbicularis)

Pe lângă speciile protejate, pe teritoriul sitului au mai fost identificate 10 specii de plante, 14 specii de păsări, 6 specii de amfibieni, 2 specii de nevertebrate.